# Georgskirche (Höpfigheim)

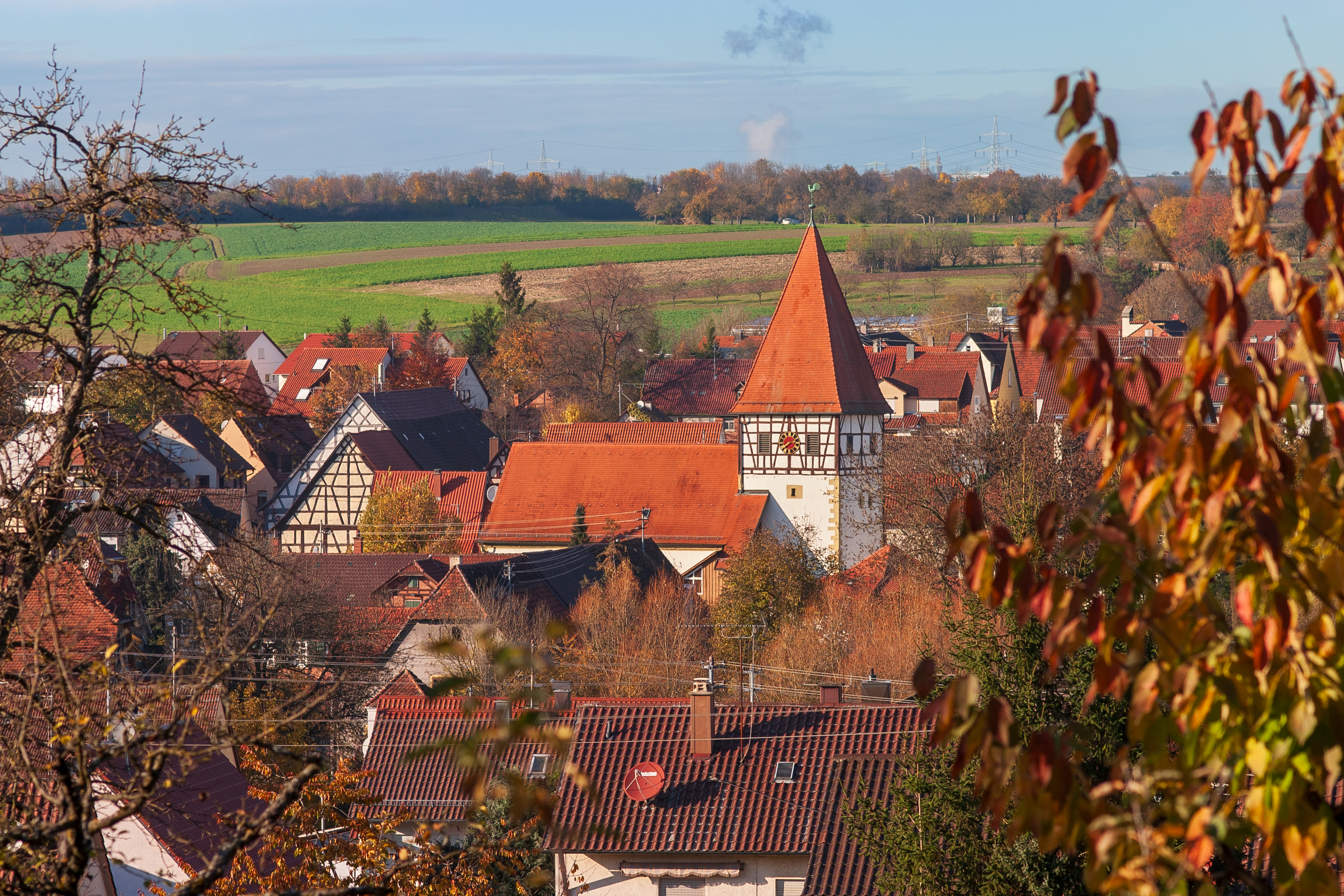
Die Georgskirche liegt im Herzen des Dorfes (Blick von Südosten)

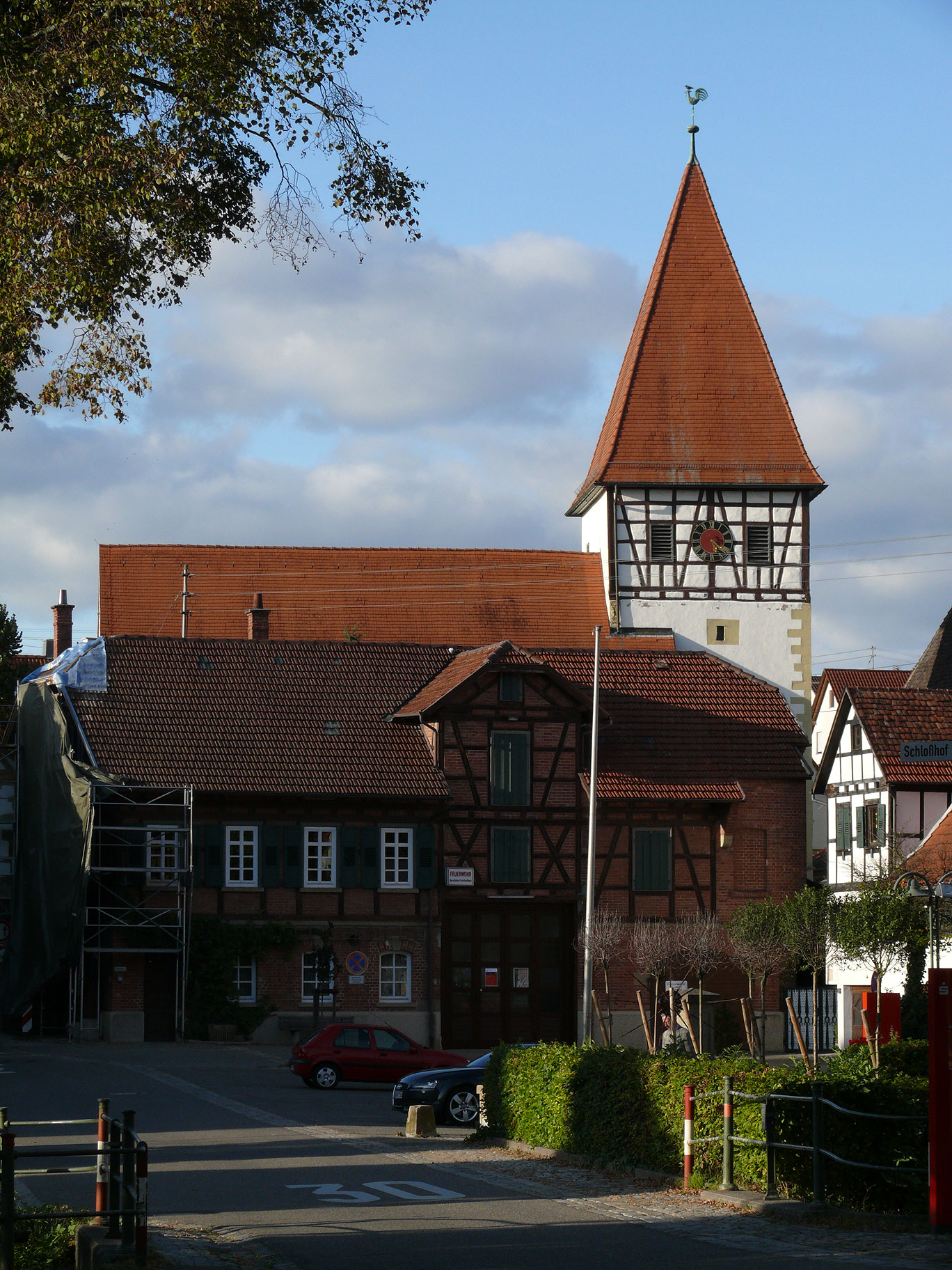
Blick auf die Kirche vom Schlossplatz im Süden

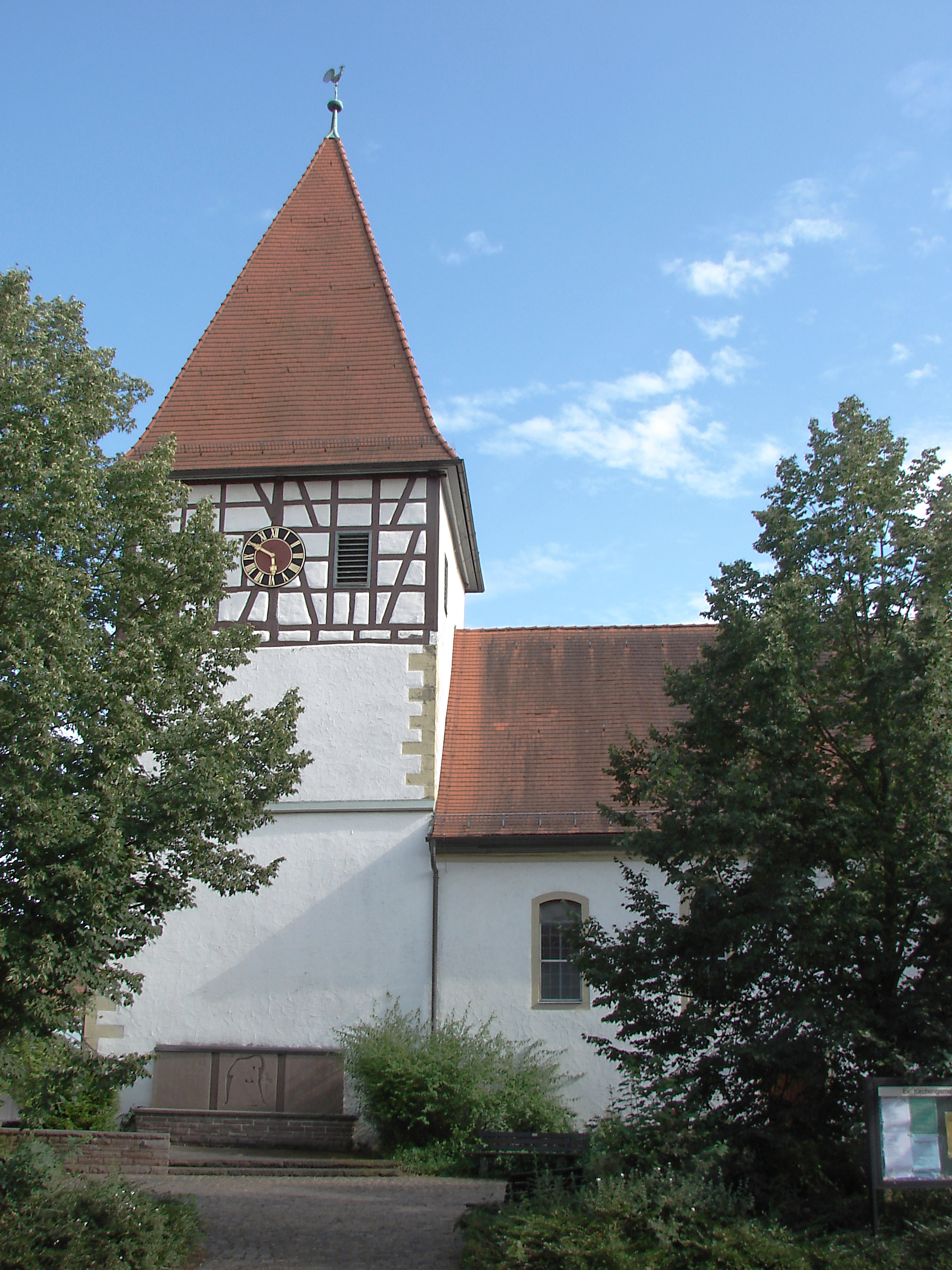
Nordseite der Kirche mit Ehrenmal

Die Georgskirche in Höpfigheim, einem Ortsteil von Steinheim an der Murr im Landkreis Ludwigsburg im nördlichen Baden-Württemberg, ist eine evangelische Pfarrkirche.

## Geschichte
Die Kirche in Höpfigheim ist eine Turmchorkirche, die vermutlich im 15. Jahrhundert oberhalb des alten Wasserschlosses der Ortsherren von Höpfigheim erbaut wurde. An dieser Stelle befand sich höchstwahrscheinlich schon ein Vorgängerbauwerk, wohl eine Kapelle, das beim Bau der heutigen Kirche in deren Turmchor aufgegangen sein könnte. Der Turm ist nach Osten ausgerichtet, das Langhaus nach Westen angebaut. Die Kirche war die Grablege der wechselnden Höpfigheimer Ortsherren, von denen zahlreiche Grabmale aus der Renaissancezeit im Inneren erhalten sind. Die teils massiven Beschädigungen der Grabmale stammen vermutlich von einem Franzoseneinfall von 1693 während des Pfälzischen Erbfolgekriegs.
Nachdem die Kirche allmählich baufällig wurde und der Zweite Weltkrieg die dringend nötige Renovierung weiter verzögerte, erfolgte nach einer vorangegangenen Erneuerung des Steinfußbodens im Jahr 1959 unter der Leitung des Architekten Fetzer aus Grunbach eine umfassende Restaurierung des Innenbereichs. Dabei wurde der Nordflügel der einst dreiseitigen Empore abgebrochen und das gotische Fenster der Nordwand freigelegt. Die verbleibenden Emporenflügel wurden neu gestaltet und die Orgel mit erneuertem Orgelprospekt auf die Südempore versetzt. Die Kanzel am Chorbogen wurde unter Verwendung von Teilen der abgebrochenen Nordempore erneuert. Die grün bemalten Innenwände wurden von ihrer Farbe befreit, wobei historische Weihekreuze sowie eine barocke Fensterummalung zu Tage traten. Im Chor konnten nach Entfernung einer neuzeitlichen Sternenhimmel-Bemalung spätgotische Bemalungen mit Flammenwerk und Blattrankenmuster freigelegt werden. Alle Wände wurden neu weiß getüncht. In der Westwand wurde ein altes rechteckiges Fenster vorgefunden und freigelegt. Das Gestühl, die Türen und die Beleuchtung wurden erneuert, ebenso die beschädigten Buntglasfenster im Osten und Süden, die von dem Glasmaler A. Saile aus Stuttgart neu gestaltet wurden. Anstelle eines alten neugotischen Altars wurde ein schlichter Steinaltar aufgestellt. Bei der Erneuerung des Holzbodens der Sakristei stieß man auf ein kellerartiges Beinhaus mit Knochen des bis ins 17. Jahrhundert bei der Kirche gelegenen Friedhofs. Die Innenrestaurierung war im Dezember 1959 abgeschlossen.
Im Folgejahr wurde auch das Äußere der Kirche erneuert, wobei die Eckquader und das Fachwerk des Turmaufsatzes freigelegt wurden und die Kirche einen neuen weißen Verputz sowie ein neues Uhrblatt erhielt. Ebenfalls 1960 wurde an der Außenmauer des Kirchturms ein von E. Dauner aus Ludwigsburg gestaltetes Gefallenendenkmal errichtet.

## Grabmale
In der Georgskirche war die Grablege der wechselnden Ortsherren von Höpfigheim. Neben den heute noch erhaltenen Grabmalen sollen sich einst noch weitere in der Kirche befunden haben, die teilweise 1866 in der Pfarrbeschreibung der Oberamtsbeschreibung von Marbach noch genannt wurden.
Nachfolgend werden die heute noch vorhandenen Grabmale genannt:
- Der Grabstein des Eberhard Spet († 23. Mai 1538) an der Ostwand des Langhauses rechts des Chorbogens zeigt den Ritter in Lebensgröße mit den Wappen seiner Eltern (Spet und Remchingen).
- Daneben ist der Grabstein seiner Gemahlin, Johanna Spet geb. von Thalheim († 15. Juli 1539) aufgestellt, die auch in Lebensgröße und mit den elterlichen Wappen (Thalheim und Lemmlin von Thalheim) dargestellt ist.
- An der Nordwand des Chores befindet sich ein schmuckvolles Grabmal für Anna Spet geb. Herberstein († 7. November 1576) und Hans Ludwig Spet († 30. Juni 1583).
- Das Grabmal des Melchior Jäger von Gärtringen[1] († 3. April 1611) wurde bei der Restaurierung der Kirche im Boden aufgefunden und neben dem großen Grabdenkmal an der Chornordwand aufgestellt.
- An der Ostwand des Chors befindet sich das Grabdenkmal des Melchior Jäger von Gärtringen und seiner zweiten Frau, einer geborenen von Berlichingen, dessen Figuren aus Alabaster ausgeführt sind und das neben weiterem Schmuck auch ein Relief von Höpfigheim zeigt.

Weitere, inzwischen verschollene Grabdenkmäler in der Georgskirche waren die für:
- Amalia von Urbach († 1459), Gattin Eberhards von Urbach, der ab 1458 Herr in Höpfigheim war
- Ludwig Spet († 1538)
- Anna Jägerin von Gärtringen († 5. Dezember 1594), zweite Gemahlin von Melchior von Gärtringen
- Ludwig Jäger von Gärtringen († 9. November 1623), Sohn von Melchior von Gärtringen